# Иррационализм
Иррационали́зм (от лат. irratiōnālis — неразумный, бессознательный) — философские концепции и учения, ограничивающие или отрицающие, в противоположность рационализму, роль разума в постижении мира. Иррационализм предполагает существование областей миропонимания, недоступных разуму, и достижимых только через такие вещи как интуиция, чувства, вера, инстинкт, откровения и т. п. Таким образом, иррационализм утверждает иррациональный характер действительности.
Иррационалистические тенденции в той или иной мере присущи таким философам, как Шопенгауэр, Ницше, Шеллинг, Кьеркегор, Якоби, Дильтей, Шпенглер, Бергсон.

## Характеристика
Иррационализм в своих многообразных формах представляет собой философское мировоззрение, которое постулирует невозможность познания действительности научными методами. Как утверждают сторонники иррационализма, реальность или отдельные её сферы (такие, как жизнь, психические процессы, история и т. д.) невыводимы из объективных причин, то есть неподвластны законам и закономерностям. Все представления такого рода ориентируются на внерациональные формы человеческого познания, которые в состоянии дать человеку субъективную уверенность в сущности и происхождении бытия. Но подобные переживания уверенности зачастую приписываются лишь избранным (к примеру, «гениям искусства», «сверхчеловеку» и т. д.) и считаются недоступными для простого человека. Подобный «аристократизм духа» нередко имеет и социальные следствия.

## Иррационализм как элемент философских систем
Иррационализм не является единым и самостоятельным философским течением. Это, скорее, характеристика и элемент различных философских систем и школ. Более или менее явные элементы иррационализма свойственны всем тем философиям, которые объявляют недоступными для научного познания (рассудка, логики, разума) некоторые сферы действительности (боги, бессмертие, религиозные проблемы, вещь-в-себе и т. д.). С одной стороны, рассудок осознаёт и ставит подобные вопросы, но, с другой стороны, к этим сферам неприложимы критерии научности. Иногда и вовсе (большей частью неосознанно) рационалисты в своих философских рефлексиях истории и общества постулируют крайне иррациональные понятия.

## Влияние иррационализма на научные исследования
Философский иррационализм ориентирован с эпистемологической точки зрения на такие сферы как интуиция, интеллектуальное созерцание, переживание и т. д. Но именно иррационализм убедил исследователей в необходимости тщательно анализировать такие виды и формы познания, которые были обделены вниманием со стороны не только рационалистов, но и остались нерассмотренными во многих философских системах эмпиризма.
Исследователи впоследствии часто отвергали свои иррационалистические формулировки, но многие серьёзные теоретические проблемы переходили в новые формы исследований: такие как, например, исследование креативности и процесса творчества.

## Условия возникновения идей иррационализма
Иррационалистическими (в узком и собственном смысле слова) считают такие мировоззренческие построения, которым в значительной мере свойственны указанные особенности. Научное мышление в таких системах заменяется определёнными высшими познавательными функциями, а интуиция приходит на смену мышлению вообще. Иногда иррационализм противостоит господствующим в науке и обществе воззрениям на прогресс. Наиболее часто иррационалистические настроения возникают в те периоды, когда общество переживает социальный, политический или духовный кризис. Они являются своего рода интеллектуальной реакцией на общественный кризис, и, вместе с тем, попыткой преодолеть его. В теоретическом отношении иррационализм свойственен таким мировоззрениям, которые бросают вызов господству логического и рационального мышления. В философском смысле, иррационализм существует как реакция на ситуации общественного кризиса ещё со времён появления рационалистических и просвещенческих систем.

## Виды философского иррационализма
Предшественниками иррационализма в философии были Ф. Г. Якоби, и, прежде всего, Г. В. Й. Шеллинг. Но, как утверждал Фридрих Энгельс, работа Шеллинга Философия откровения (1843) представляет собой «первую попытку сделать из преклонения перед авторитетами, гностических фантазий и чувственной мистики свободную науку мышления».
Ключевым элементом иррационализм становится в философиях С. Кьеркегора, А. Шопенгауэра и Ф. Ницше. Влияние этих философов обнаруживается в самых различных направлениях философии (прежде всего немецкой), начиная с философии жизни, неогегельянства, экзистенциализма и рационализма вплоть до идеологии немецкого национал-социализма. Даже критический рационализм К. Поппера, часто называемого автором самой рациональной философии, характеризовался как иррационализм (в частности, австралийским философом Д. Стоувом).
Необходимо мыслить дислогично, соответственно, иррационально, чтоб познать иррациональное. Логика — рациональный способ познания категорий бытия и небытия, можно мыслить (насколько это возможно), что иррациональный способ познания кроется в дислогичных методах.

## Иррационализм в современных философских системах
Современная философия во многом обязана иррационализму. Явно выраженные очертания современный иррационализм имеет прежде всего в философии неотомизма, экзистенциализме, прагматизме и персонализме. Элементы иррационализма можно найти в позитивизме и неопозитивизме. В позитивизме иррационалистические предпосылки возникают вследствие того, что построение теорий ограничивается аналитическими и эмпирическими суждениями, а философские обоснования, оценки и обобщения автоматически смещаются в сферу иррационального. Иррационализм обнаруживается везде, где утверждается, что существуют области, которые принципиально недоступны рациональному научному мышлению. Такие сферы можно условно разделить на субрациональные и трансрациональные.
Вопрос об иррациональном в познавательной деятельности тесно связан с проблемой рациональности. Иррациональное имеется во всех сферах культуры, в любой деятельности человека. Важно, чтобы верховенство в науке и социальном устройстве сохранялось за Разумом[почему?]. Дело в том, какое место по отношению к Разуму и к духовным ценностям человека занимает иррациональное.

### Субрациональные области в иррационализме
Под субрациональными сферами иррациональных субъективно-идеалистических мировоззрений можно понимать, к примеру, такие понятия как:
- воля (у Шопенгауэра и Ницше)[6]
- душа (у Л. Клагеса)[7]
- влечение (у З. Фрейда)[8]
- жизнь (у В. Дильтея и А. Бергсона)[9]

### Трансрациональные области объективно-идеалистических мировоззрений
К трансрациональным областям в объективно-идеалистических мировоззрениях могут относиться следующие классы понятий:
- идея божества (во всех формах религиозной философии таких как, например, неотомизм)[10]
- понятия единого, первопричины, которые не поддаются рациональному постижению, характерные для самых различных философий от Плотина до М. Хайдеггера[11].
- экзистенция (у С. Кьеркегора и К. Ясперса)[12]

### Арациональные воззрения в иррационализме
Философские системы, которые противопоставляют себя рационализму, не всегда являются антирационалистическими. Они могут характеризоваться как арационалистические в том случае, если утверждается, что формы познания являются чем-то иным, нежели разум и рассудок (подобно «просветлению экзистенции» («Existenzerhellung») у К. Ясперса), никак не соотносятся с последними и не могут быть сведены к ним.

## Иррационализм в современных теориях и программах
В социологическом и культурологическом отношении иррационалистические воззрения часто настроены против социальных и культурных инноваций, которые воспринимаются как распространяющаяся власть науки и техники и, тем самым, утверждают просветительско-рационалистические эмоциональные ценности в культуре. Сторонники иррационализма считают это признаком упадка подлинно творческого культурного духовного начала (как, например, О. Шпенглер в работе «Закат Европы»). В Германии, к примеру, иррационализм в области политических теорий и программ обрёл свои наиболее реакционные формы в так называемом младоконсерватизме и национал-социализме. Эти теории отрицают ту точку зрения, что социальная общность является саморегулирующимся посредством общественных законов коллективом. Декларируется, что общество основывается на мистически-шовинистической или расовой культуре.
Сторонники иррационализма Я. Бёме, Ницше, Кьеркегор, Шопенгауэр полагают, что в основе наблюдаемого рационального мира лежит иррациональное начало.